# Cladocarpus formosus
Cladocarpus formosus is een hydroïdpoliep uit de familie Aglaopheniidae. De poliep komt uit het geslacht Cladocarpus. Cladocarpus formosus werd in 1877 voor het eerst wetenschappelijk beschreven door Allman. 